# (34777) 2001 RH
2001 RH (asteroide 34777) é um asteroide da cintura principal. Possui uma excentricidade de 0.40472740 e uma inclinação de 34.10293º.
Este asteroide foi descoberto no dia 6 de setembro de 2001 por LINEAR em Socorro.